# Sanma no aji
Sanma no aji (秋刀魚の味 "?), titulada El gusto del sake o El sabor del sake en español, es una película dramática japonesa de 1962 dirigida por Yasujirō Ozu. Está protagonizada por Chishū Ryū como el patriarca de la familia Hirayama, que finalmente se da cuenta de que tiene el deber de organizar un matrimonio para su hija Michiko (Shima Iwashita). Fue la última película de Ozu; quién murió el año siguiente.
Hoy, una tarde de otoño es considerada por muchos como una de las mejores obras de Ozu.

## Trama
Shūhei Hirayama (Chishū Ryū) es un viudo entrado en años con un hijo casado de 32 años, Kōichi (Keiji Sada), y dos hijos solteros, Michiko (Shima Iwashita), hija de 24 años, y Kazuo, de 21 años. (Shin'ichirō Mikami). Las edades de los niños y lo que recuerdan respectivamente sobre su madre sugiere que ella murió justo antes del final de la guerra, tal vez en el bombardeo de Tokio en 1944-45. Desde su matrimonio, Kōichi se mudó a vivir con su esposa en un pequeño apartamento, dejando a Hirayama y Kazuo a cargo de Michiko.
Hirayama y cinco de sus compañeros de la escuela secundaria, Kawai (Nobuo Nakamura), Horie (Ryūji Kita), Sugai (Tsūzai Sugawara), Watanabe (Masao Oda) y Nakanishi, celebran reuniones regulares en un restaurante llamado Wakamatsu ("Pino joven" ), que es propiedad de Sugai. Recuerdan los viejos tiempos y bromean entre ellos. Por ejemplo, Horie recibe burlas por tener una nueva esposa joven y le preguntan si está tomando pastillas para mantener su virilidad.
Su antiguo maestro de clásicos chinos, Sakuma (Eijirō Tōno), apodado el "Calabaza", asiste a una de las reuniones. Aprendemos de una observación suya que Hirayama se fue de la escuela a la Academia Naval, por lo que habría sido un oficial naval de carrera hasta 1945. Sakuma bebe de más, y cuando Kawai e Hirayama lo llevan a su casa, descubren que ha caído en tiempos difíciles y dirige un restaurante barato de fideos en un área de clase trabajadora. Conocen a su hija de mediana edad Tomoko (Haruko Sugimura), que perdió la oportunidad de casarse cuando era joven y ahora es demasiado mayor.
Los antiguos alumnos de Sakuma deciden ayudarlo con un regalo de dinero, y Hirayama regresa al restaurante para entregarlo. Mientras él está allí, Yoshitarō Sakamoto (Daisuke Katō), el dueño de un pequeño taller local de reparación de automóviles, entra por un plato de fideos y reconoce a Hirayama como el capitán del barco en el que se desempeñó como suboficial durante la guerra. . Lleva a Hirayama a su bar favorito. Hirayama nota que la dueña del bar Kaoru (Kyōko Kishida) se parece a su esposa muerta. Kaoru pone una grabación de la canción patriótica La marcha del Acorazado y Sakamoto marcha hacia arriba y hacia abajo, saludando y cantando sílabas sin sentido al compás de la música, en una versión burlona de ejercicios militares. Más tarde, Hirayama visita el bar solo y Kaoru vuelve a poner el disco. Dos clientes quisquillosos comienzan a parodiar el tipo de anuncios de propaganda de radio que impulsan la moral y que se habrían introducido con esta canción durante la guerra.
Kōichi toma 50,000 yenes de su padre, supuestamente para comprar un refrigerador, pero esto es más de lo que costará el refrigerador. Planea usar el dinero extra para comprar un juego de palos de golf de segunda mano de su colega Miura (Teruo Yoshida). Su esposa, Akiko (Mariko Okada), no quiere que él lo haga, y le dice que si se va a consentir así gastará dinero en un costoso bolso de cuero blanco. Finalmente, habiendo hecho su punto, ella cede.
El "Calabaza" le dice a sus antiguos alumnos que ahora su hija está condenada a una vida solitaria como solterona y es porque él, egoístamente, la mantuvo en su casa para cuidarlo. Preocupado por esto, Hirayama reconoce su propio egoísmo al mantener a Michiko en casa para cuidarlo, y decide arreglar un matrimonio para ella. Le pide a Kōichi que averigüe si a Miura, a quien Michiko le gusta, le interesa. Desafortunadamente, Miura ya está comprometida. Kōichi e Hirayama le dan la noticia a Michiko. Michiko no reacciona, sino que se retira a su habitación. Hirayama y Kōichi concluyen que ella no está molesta, pero un poco más tarde Kazuo entra y pregunta por qué Michiko está llorando. Más tarde, Hirayama le pregunta a Michiko si está dispuesta a ir a una sesión de emparejamiento con un candidato que Kawai ha seleccionado. Michiko está de acuerdo.
En una de las elipses por las que es famoso Ozu, la escena siguiente nos muestra a Michiko vestida con un kimono tradicional de novia y un tocado. Ella ha aceptado casarse claramente, pero el novio y la ceremonia de la boda nunca se muestran. Después de la boda, Hirayama va a un bar con amigos, mientras que Kōichi, Akiko y Kazuo lo esperan en casa. Cuando regresa, borracho, Kōichi y Akiko se van. Kazuo se va a la cama, dejando a Hirayama solo.
En la escena final, un Hirayama melancólico canta borracho fragmentos de "La marcha del Acorazado". Sus últimas palabras en la película son "Solo ¿verdad?".

## Reparto

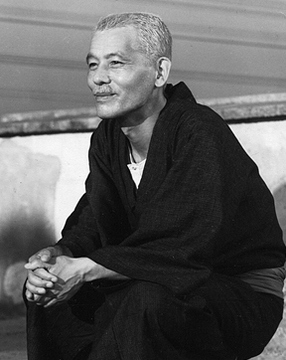
Chishū Ryū protagonista del film.

| - Chishū Ryū como Shūhei Hirayama. - Shima Iwashita como Michiko Hirayama. - Keiji Sada como Kōichi Hirayama. - Mariko Okada como Akiko Hirayama. - Teruo Yoshida como Yutaka Miura. - Noriko Maki como Fusako Taguchi. - Shin'ichirō Mikami como Kazuo Hirayama. - Nobuo Nakamura como Shūzō Kawai. - Kuniko Miyake como Nobuko Kawai, su mujer. - Eijirō TōNo como Seitarō Sakuma, "La Calabaza". - Haruko Sugimura como Tomoko Sakuma, su hija. | - Kyōko Kishida como el proprietor de la barra "Kaoru". - Ryūji Kita como Shin Horie. - Michiyo Kan como Tamako, su segunda mujer. - Daisuke Katō como Yoshitarō Sakamoto. - Tsūzai Sugawara como Sugai. - Masao Oda como Watanabe. - Toyo Takahashi como Camarera en "Wakamatsu". - Shinobu Asaji como Yōko Sasaki. - Matsuko Shiga como Mujer en apartamento. - Fujio Suga como Primer Cliente en "Kaoru". - Zen'ichi Inagawa como Segundo Cliente en "Kaoru". |

## Recepción
La película recibió reacciones muy positivas, el film actualmente tiene una calificación de 95% "fresco" en el sitio web de agregación de reseñas Rotten Tomatoes, basado en 19 críticas, con una calificación promedio de 8.9 / 10.
Sanma no aji es ampliamente considerada como una obra maestra. El crítico de cine Roger Ebert colocó la película en su colección "Great Movies", escribiendo: "De vez en cuando vuelvo a Ozu sintiendo la necesidad de ser calmado y restaurado. Es un hombre con una profunda comprensión de la naturaleza humana, sobre la cual él no hace declaraciones dramáticas. Estamos aquí, esperamos ser felices, queremos hacerlo bien, estamos encerrados en nuestra soledad, la vida continúa ".
Richard Brody escibiendo para The New Yorker elogió la película diciendo sobre la misma que "La negociación fatal de la vejez rara vez se ha observado tan claramente como en la última película de Yasujiro Ozu, de 1962."